# Bathurst Inlet

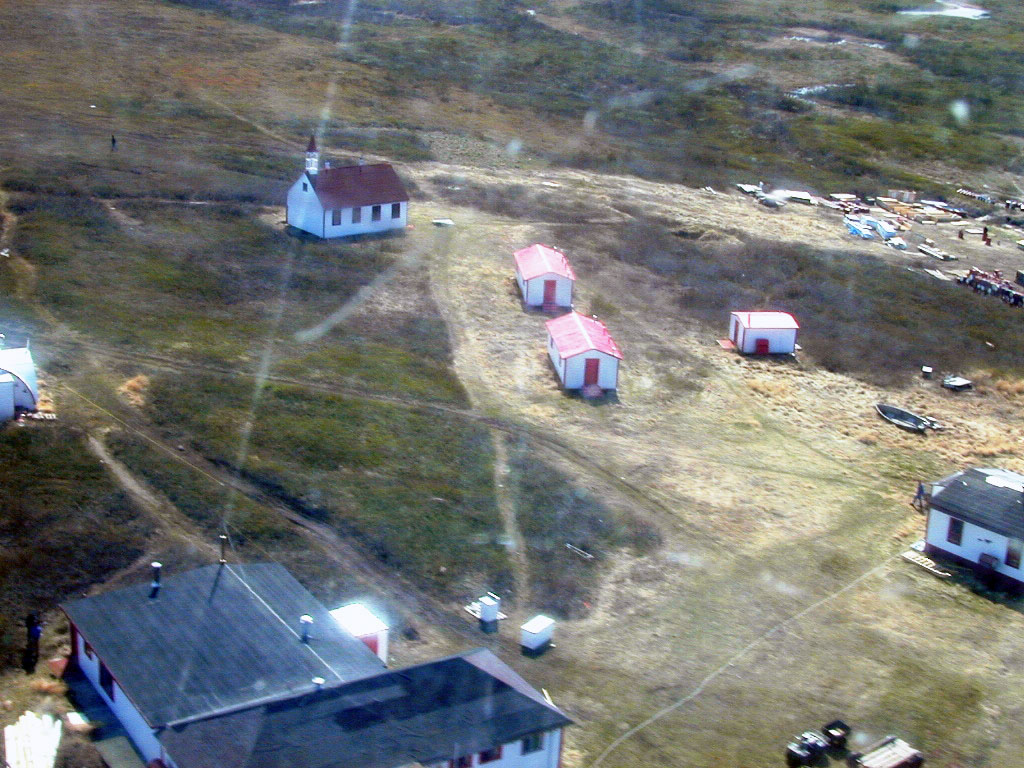
Bathurst Inlet dall'alto con visibile l'antica missione.

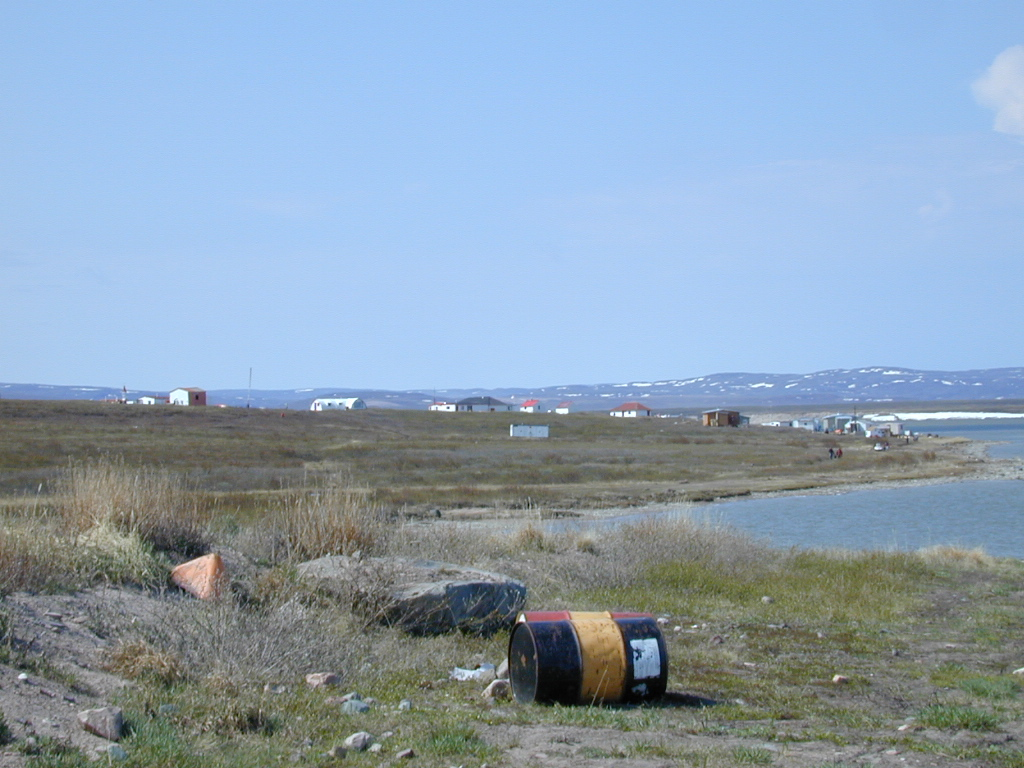
Vista di Bathurst Inlet dalla costa.

Bathurst Inlet, (Inuinnaqtun: Qingaun o Qingaut, Inuktitut: ᑭᖓᐅᓐ), è un piccolo insediamento Inuit situato nella omonima Bathurst Inlet, nella Regione di Kitikmeot del territorio canadese del Nunavut. Secondo i dati del censimento 2006, la popolazione era di 0 persone, mentre nel 2001 vi erano 5 residenti.

## Nome
L'antico nome Inuit utilizzato per riferirsi alla comunità è Kingaun (antico) o Qingaut (moderno), con il significato di montagna naso, riferendosi alla forma della collina circondante il luogo. Di conseguenza gli abitanti dell'area si definiscono come "Kingaunmiut" (miut - persone di).
Il linguaggio tradizionale è quello Inuinnaqtun, trascritto con l'alfabeto latino e non con i caratteri Inuktitut della lingua omonima. Come i centri di Kugluktuk, Cambridge Bay e di Umingmaktok i caratteri locali sono quasi inutilizzati, tranne che dal governo del Nunavut.

## Storia
I primi europei a visitare la zona furono i marinai al comando di John Franklin nel 1821. Vi furono negli anni successivi pochi contati con l'esterno, fino all'arrivo nel 1936 della Chiesa cattolica e della Hudson's Bay Company (HBC). Sebbene la Hudson's Bay Company abbia abbandonato il luogo nel 1964, (per spostarsi a Umingmaktok), gli Inuit decisero di rimanere e di condurre lo stesso stile di vita di sempre.
Nei primi anni 1960 l'area fu visitata da Glen Warner, un sergente della Royal Canadian Mounted Police. Warner grazie anche all'aiuto di sua moglie restaurò l'antica missione e l'avamposto della HBC, trasformando il luogo in "Bathurst Inlet Lodge".
Attualmente la lodge è una popolare meta per i turisti che vogliono conoscere la cultura millenaria Inuit e ammirare la natura di questi luoghi, con volpi, otarie, caribù e alci. Nella zona si trovano inoltre le Wilberforce Falls, le più alte cascate della regione dell'Artide.

## Infrastrutture e trasporti
Come altri centri del Nunavut, anche questo è raggiungibile solo via aereo. Sebbene la maggior parte dei turisti provenga da Yellowknife, nei Territori del Nord-Ovest, è possibile giungere nella zona anche da Cambridge Bay.
Come nel paese di Umingmaktok, anche qui gli studenti volano fino a Cambridge Bay, per poi rimanervici tutto l'anno tranne che per Natale e per le vacanze estive.